# Знарок Олег Валерійович
Олег Валерійович Знарок (латис. Oļegs Znaroks, рос. Олег Валерьевич Знарок; 2 січня 1963, м. Усть-Катав, СРСР) — радянський/латвійський хокеїст, тренер.
Його батько — Валерій Знарок, відомий в минулому футболіст.
Олег Знарок після розпаду СРСР був довгий час негромадянином. У 1996 за особливі заслуги перед Латвією отримав громадянство Латвії. У 2001 змінив громадянство на німецьке.
Нагороджений орденом Дружби (2012) та орденом Пошани (2014).

## Ігрова кар'єра
Виступав за «Динамо» (Рига), «Старс» (Рига), «Мен Марінерс» (АХЛ), «Ландсберг», «Вітковіце», «Фрайбург», «Гальбронн».
У 1990 і 1991 роках виступав у складі національної збірної СРСР. У складі національної збірної Латвії провів 50 матчів; учасник чемпіонатів світу 1995 (група B), 1996 (група B), 1997, 1998 і 1999.

## Тренерська кар'єра
Після завершення кар'єри гравця у 2002 році працював тренером молодіжної збірної Латвії і асистентом головного тренера національної збірної Латвії. Під його керівництвом у 2005 році молодіжна збірна Латвії вперше вийшла до елітної групи.
З 2006 по 2011 очолював національну збірну Латвії.
З 2008 по 2010 роки очолював ХК МВД, з яким став фіналістом Кубка Гагаріна 2010.
З 2010 року — головний тренер «Динамо» (Москва). З московським клубом двічі здобув Кубок Гагаріна ще один Кубок здобув з пітерським СКА в якому працює за сумісництвом, одночасно є головним тренером збірної Росії з 2014 року.

## Інше
За версією інтернет-видання «Sports.ru» входить до символічної збірної «Динамо» радянської доби: Ірбе, Хатулєв — Крикунов, Балдеріс — Фроліков — Знарок.

## Досягнення
Як тренер
- Чемпіон світу 2014 року (головний тренер Збірної Росії).
- Володар кубка Гагаріна (2012, 2013, 2017), фіналіст (2010).